# Теорема Волстенголма
Теорема Волстенголма (англ. Wolstenholme's theorem) стверджує, що для будь-якого простого числа {\displaystyle p>3} виконується порівняння
{\displaystyle {\binom {2p}{p}}\equiv 2{\pmod {p^{3}}},}
де {\displaystyle \textstyle {\binom {2p}{p}}} — середній біноміальний коефіцієнт. Еквівалентне порівняння
{\displaystyle {\binom {ap}{bp}}\equiv {\binom {a}{b}}{\pmod {p^{3}}}.}
для {\displaystyle p\geq 5} дав Вільгельм Люнґґрен.
Невідомі складені числа, що задовольняють теоремі Волстенголма, і існує гіпотеза про те, що їх не існує. Прості числа, що задовольняють аналогічному порівнянню за модулем {\displaystyle p^{4}} називають простими числами Волстенголма.

## Історія
Вперше теорему довів Джозеф Волстенголм 1862 року. 1819 року Чарлз Беббідж довів аналогічне порівняння за модулем {\displaystyle p^{2}}, яке правильне для всіх простих p. Інше формулювання теореми Волстенголма дав Глашієр (J. W. L. Glaisher) під впливом теореми Люка.
Як стверджував сам Волстенголм, його теорему отримано через пару порівнянь з (узагальненими) гармонічними числами:
{\displaystyle 1+{\frac {1}{2}}+{\frac {1}{3}}+\dots +{\frac {1}{p-1}}\equiv 0{\pmod {p^{2}}},}
{\displaystyle 1+{\frac {1}{2^{2}}}+{\frac {1}{3^{2}}}+\dots +{\frac {1}{(p-1)^{2}}}\equiv 0{\pmod {p}}.}

## Прості числа Волстенголма
Просте число p називають простим числом Волстенголма тоді й лише тоді, коли:
{\displaystyle {\binom {2p}{p}}\equiv 2{\pmod {p^{4}}}.}
Донині відомо тільки 2 простих числа Волстенголма: 16843 і 2124679 (послідовність A088164 з Онлайн енциклопедії послідовностей цілих чисел, OEIS); інші такі прості числа, якщо вони існують, перевершують {\displaystyle 10^{9}}.
Імовірно {\displaystyle \textstyle {\frac {{\binom {2p}{p}}-2}{p^{3}}}\mod p} поводиться як псевдовипадкове число, рівномірно розподілене у відрізку {\displaystyle [0,p-1]}. Евристично припускають, що кількість простих чисел Волстенголма в інтервалі {\displaystyle (K,N)} оцінюється як {\displaystyle \ln \ln N-\ln \ln K}. З цих евристичних міркувань випливає, що наступне просте число Волстенголма лежить між {\displaystyle 10^{9}} і {\displaystyle 10^{24}}.
Подібні евристичні аргументи стверджують, що немає простих чисел, для яких порівняння виконується за модулем {\displaystyle p^{5}}.

## Доведення
Існує кілька способів доведення теореми Волстенголма.

### Комбінаторно-алгебричне доведення
Наведемо доведення Глашієра з використанням комбінаторики та алгебри.
Нехай {\displaystyle p} — просте число, {\displaystyle a}, {\displaystyle b} — невід'ємні цілі числа. Позначимо {\displaystyle A=(a_{ij})}, {\displaystyle i=1,\dots ,a}, {\displaystyle j=1,\dots ,p} множину з {\displaystyle a\cdot p} елементів, поділених на {\displaystyle a} кілець {\displaystyle K_{i}=(a_{ij})}, {\displaystyle j=1,\dots ,p} довжини {\displaystyle p}. На кожному кільці діє група обертань {\displaystyle C_{p}\cong \mathbb {Z} _{p}}. Таким чином, на всій {\displaystyle A} діє група {\displaystyle \mathbb {Z} _{p}^{a}}. Нехай {\displaystyle B} — довільна підмножина множини {\displaystyle A} з {\displaystyle b\cdot p} елементів. Множину {\displaystyle B} можна вибрати {\displaystyle \textstyle {\binom {ap}{bp}}} способами. Кожна орбіта множини {\displaystyle B} при дії групи {\displaystyle \mathbb {Z} _{p}^{a}} містить {\displaystyle p^{k}} елементів, де {\displaystyle k} — число часткових перетинів {\displaystyle B} з кільцями {\displaystyle K_{i}}. Існує {\displaystyle \textstyle {\binom {a}{b}}} орбіт довжини 1 і немає орбіт довжини {\displaystyle p}. Таким чином, отримуємо теорему Беббіджа:
{\displaystyle {\binom {ap}{bp}}\equiv {\binom {a}{b}}{\pmod {p^{2}}}.}
Виключаючи орбіти завдовжки {\displaystyle p^{2}}, маємо
{\displaystyle {\binom {ap}{bp}}\equiv {\binom {a}{b}}+{\binom {a}{2}}\left({\binom {2p}{p}}-2\right){\binom {a-2}{b-1}}{\pmod {p^{3}}}.}
Серед інших послідовностей це порівняння в разі {\displaystyle a=2}, {\displaystyle b=1} дає нам загальний випадок другої форми теореми Волстенголма.
Перемикаємося з комбінаторики на алгебру та застосовуємо поліноміальну аргументацію. Фіксуючи {\displaystyle b}, отримуємо порівняння з поліномами від {\displaystyle a} в обох його частинах, істинне за будь-яких невід'ємних {\displaystyle a}. Отже, порівняння істинне за будь-якого цілого {\displaystyle a}. Зокрема, при {\displaystyle a=-1}, {\displaystyle b=1} отримуємо порівняння:
{\displaystyle {\binom {-p}{p}}\equiv {\binom {-1}{1}}+{\binom {-1}{2}}\left({\binom {2p}{p}}-2\right){\pmod {p^{3}}}.}
Оскільки
{\displaystyle {\binom {-p}{p}}={\frac {(-1)^{p}}{2}}{\binom {2p}{p}},}
то
{\displaystyle 3{\binom {2p}{p}}\equiv 6{\pmod {p^{3}}}.}
При {\displaystyle p\neq 3} скорочуємо на 3 і доведення закінчено.
Подібне порівняння за модулем {\displaystyle p^{4}}:
{\displaystyle {\binom {ap}{bp}}\equiv {\binom {a}{b}}{\pmod {p^{4}}}}
для всіх натуральних {\displaystyle a}, {\displaystyle b} істинне тоді й лише тоді, коли {\displaystyle a=2}, {\displaystyle b=1}, тобто тоді й лише тоді, коли {\displaystyle p} — просте число Волстенголма.

### Теоретико-числове доведення
Подамо біноміальний коефіцієнт як відношення факторіалів, скоротимо {\displaystyle p!} і скоротимо {\displaystyle p} в біноміальному коефіцієнті і перенесемо чисельник у праву частину, отримуємо:
{\displaystyle \prod \limits _{k=1}^{p-1}\equiv (p-1)!{\pmod {p^{3}}}}
Ліва частина — многочлен від {\displaystyle p}, перемножимо дужки і в отриманому многочлені відкинемо степені {\displaystyle p}, більші 3, отримаємо:
{\displaystyle a_{2}p^{2}+a_{1}p+(p-1)!\equiv (p-1)!{\pmod {p^{3}}}}
Скорочуємо {\displaystyle (p-1)!} і степінь {\displaystyle p} разом з модулем і потім на {\displaystyle (p-1)!}:
{\displaystyle a_{2}p+a_{1}\equiv 0{\pmod {p^{2}}}}
Зауважимо, що
{\displaystyle a_{1}=\sum \limits _{k=1}^{p-1}{\frac {1}{k}},}
{\displaystyle a_{2}=\sum \limits _{1\leq i<j\leq p-1}{\frac {1}{ij}}.}
Нехай {\displaystyle T:x\mapsto gx} — бієкція {\displaystyle \mathbb {Z} _{p}^{+}} та автоморфізм {\displaystyle \mathbb {Z} _{p}^{\times }}. Тоді
{\displaystyle a_{2}=\sum \limits _{1\leq i<j\leq p-1}{\frac {1}{ij}}\equiv \sum \limits _{1\leq i<j\leq p-1}{\frac {1}{T(i)T(j)}}={\frac {1}{g^{2}}}={\frac {a_{2}}{g^{2}}}{\pmod {p}},}
а значить {\displaystyle a_{2}\equiv 0{\pmod {p}}}.
Зрештою,
{\displaystyle a_{1}\equiv 0{\pmod {p^{2}}}\Leftrightarrow 2a_{1}\equiv 0{\pmod {p^{2}}}}
{\displaystyle 2a_{1}=\sum \limits _{k=1}^{p-1}\left({\frac {1}{k}}+{\frac {1}{p-k}}\right)=-p\sum \limits _{k=1}^{p-1}{\frac {1}{k^{2}}}\equiv 0{\pmod {p^{2}}},}
оскільки
{\displaystyle \sum \limits _{k=1}^{p-1}{\frac {1}{k^{2}}}\equiv \left(\sum \limits _{k=1}^{p-1}{\frac {1}{k}}\right)^{2}-a_{2}\equiv 0{\pmod {p}}}.
Отже, теорему доведено.

## Узагальнення
Правильне і загальніше твердження:
{\displaystyle {\binom {ap^{n}}{bp^{n}}}\equiv {\binom {ap^{n-1}}{bp^{n-1}}}{\pmod {p^{3n}}}}
Лейдесдорф довів, що для натурального числа {\displaystyle n}, взаємно простого з 6, виконується таке порівняння:
{\displaystyle \sum _{i=1 \atop (i,n)=1}^{n-1}{\frac {1}{i}}\equiv 0{\pmod {n^{2}}}.}

## Обернення теореми як гіпотеза
Твердження, обернене до теореми Волстенголма, є гіпотезою, а саме, якщо
{\displaystyle {\binom {2n}{n}}\equiv 2{\pmod {n^{k}}}}
при {\displaystyle k=3}, то {\displaystyle n} просте. Це значення {\displaystyle k} є найменшим, для якого невідомо складених розв'язків порівняння:
- при {\displaystyle k=1} крім простих чисел, порівнянню задовольняють ще й числа, що утворюють послідовність A082180 з Онлайн енциклопедії послідовностей цілих чисел, OEIS; серед них — квадрати простих чисел і кілька складених чисел (перший нетривіальний непарний приклад: {\displaystyle n=27173=29\cdot 937}).
- при {\displaystyle k=2} порівнянню задовольняють квадрати простих чисел Волстенголма (проте складених чисел, які не є степенями простих чисел і задовольняють такому порівнянню, невідомо).

Якщо складене число задовольняє порівнянню, то звідси ще випливає, що
{\displaystyle {\binom {an}{bn}}\equiv {\binom {a}{b}}{\pmod {n^{k}}}.}
Навіть якщо обернення теореми Волстенголма істинне, його складно використовувати як тест простоти, оскільки невідомий спосіб обчислення біномного коефіцієнта {\displaystyle {\tbinom {2n}{n}}} за модулем {\displaystyle \textstyle n^{3}} за поліноміальний час. З іншого боку, в разі істинності, обернення теореми Волстенголма може бути корисним для побудови діофантового подання простих чисел (див. десяту проблему Гільберта), так само, як і, наприклад, теорема Вілсона.